# Архиепархия Жоинвили
Архипархия Жоинвили (лат. Archidioecesis Ioinvillensis) — епархия Римско-Католической церкви с центром в городе Жоинвили, Бразилия. В митрополию Флорианополиса входят епархии Блуменау и Риу-ду-Сула. Кафедральным собором архиепархии Жоинвили является церковь святой Франциска Ксаверия.

## История
17 января 1927 года Римский папа Пий XI издал буллу «Inter praecipuas», которой учредил епархию Жоинвили, выделив её из епархии Санта-Катарины, которая одновременно была возведена в ранг архиепархии и переименована в архиепархию Флорианополиса.
23 ноября 1968 года и 19 апреля 2000 года епархия Жоинвили передала часть своей территории в пользу возведения новых епархий Риу-ду-Сула и Блуменау.
5 ноября 2024 года епархия была возведена в ранг митрополии.

## Ординарии епархии
- епископ Pio de Freitas Silveira (1929—1955);
- епископ Gregório Warmeling (1957—1994);
- епископ Орланду Брандес (1994—2006);
- епископ Irineu Roque Scherer (2007 — 2.07.2016, до смерти);
- архиепископ Francisco Carlos Bach (19.04.2017 — по настоящее время)

## Источник
- Annuario Pontificio, Ватикан, 2007
- Булла Inter praecipuas, AAS 19 (1927), p. 172  (лат.)